# Salomón Leclercq
Salomón Leclercq (en francés: Salomon Leclercq; nacido Guillaume-Nicolas-Louis Leclercq; Boulogne-sur-Mer, 14 de noviembre de 1745 - París, 2 de septiembre de 1792), hermano de las Escuelas Cristianas, asesinado durante las masacres de la prisión de Carmelitas, mártir y santo reconocido por la Iglesia católica. Él es el primer santo de la Revolución Francesa.
Fue el hijo de un comerciante de la parte baja de la ciudad, la cual estaba animada por la actividad portuaria. A diferencia de sus cuatro hermanos, Nicolás acudió a la escuela comercial que los Hermanos de las Escuelas Cristianas dirigían en la ciudad. Esta circunstancia, unida a la educación cristiana que recibía en su familia, preparó el terreno para su futura vocación.
Los planes de su padre se orientaban a preparar a su hijo para sucederle en su trabajo. De hecho, apenas Nicolás terminó los cursos escolares, lo puso a trabajar con un comerciante de las cercanías de Boulogne y posteriormente lo envió a París con otro comerciante amigo suyo. El ambiente en que se movía, sobre todo en París, no era del agrado de Nicolás.
El 25 de marzo de 1767 entró en el noviciado de Saint-Yon en Ruan. Emitió sus votos en 1769 y en septiembre de 1770 fue enviado a enseñar en Maréville. Hizo su profesión perpetua en 1772.
Murió ejecutado por revolucionarios franceses en 1792 después de negarse a renunciar a su fe.

## Biografía

### Vida
Salomón nació en 1745. Su padre era comerciante. Nicolás acudió a la escuela comercial de los Hermanos de las Escuelas Cristinas. Después de estudiar ahí, el padre de Salomón envió a su hijo a trabajar con dos amigos suyos que eran comerciantes, el primero en Boulogne y el segundo en París. El ambiente en París, no era del agrado de Salomón. Por eso, de vuelta a Boulogne, expuso a su padre los motivos de su inquietud y le manifestó el deseo de seguir el ejemplo de sus maestros. 
El 25 de marzo de 1767 entró en el noviciado de Saint-Yon en Ruan. Emitió sus votos en 1769 y en septiembre de 1770 fue enviado a enseñar en Maréville. Hizo su profesión perpetua en 1772.
El mismo año de su profesión perpetua fue nombrado ayudante del Hno. Lothaire, director del noviciado de Maréville, y al año siguiente fue destinado él mimo a asumir la dirección. En 1777 fue nombrado "procurador" de aquella gran casa. Permaneció en dicho cargo solamente tres años, porque en 1780 fue enviado a enseñar matemáticas al escolasticado abierto de Malun. Una vez cumplidos los 15 años de profesión perpetua exigidos por la Regla, participó en el Capítulo General de 1787. Fue nombrado secretario del Capítulo, terminando él fue llamado a desempeñar esa misma función bajo la dependencia directa del hermano superior general.
Llegaron los años turbulentos de la Revolución Francesa. En 1791, cuando los hermanos y el mismo superior general se vieron obligados a abandonar la casa situada en la Rue Neuve, con la esperanza de que pasara el temporal, quedó él solo para custodiarla. Aun vestido con traje civil, no debió pasar inadvertido, ya que acudía a la iglesia en la que celebraban misas los sacerdotes que no habían prestado juramento o escapado.

### Muerte
El 15 de agosto de 1792 guardias revolucionarios franceses entraron a su casa, lo arrestaron y lo condujeron al convento de las Carmelitas. En septiembre fue ajusticiado en el jardín, teatro de una de las más terribles matanzas que tuvieron jugar durante aquellos años turbulentos: 166 entre sacerdotes y religiosos, encarcelados por haberse negado a jurar la Constitución Civil del clero, fueron masacrados allí sin ningún juicio y sus cuerpos echados a un pozo o sepultados en fosas comunes excavadas en el jardín.

"Suframos con alegría y agradecimiento por las cruces y las aflicciones que nos son enviadas. Por mi parte, no me considero digno de sufrir por Él, por cuanto hasta ahora no he experimentado nada malo, mientras hay tantos confesores de la fe que se hallan en dificultad"

## Milagro
María Alejandra Hernández, nació el 19 de junio de 2002. Junto con dos hermanas y un hermano fue acogida en la casa hogar "María Goretti" fundada por Mons. Rafael Febres Cordero, situada en la localidad rural de Sabaneta de El Hatillo, montes de la Costa Central del Norte de Venezuela, a pocos kilómetros de Caracas. A la edad de cinco años, la niña resultó mordida en el pie izquierdo por una serpiente. Al momento no se le concedió excesiva importancia a lo sucedido porque se pensaba que había sido una picadura de algún insecto grueso (Bachaco trinitario). Al día siguiente el hematoma se había extendido a toda la extremidad, la niña presentaba diversos moretones en la piel y perdía sangre por las encías y la nariz. Fue rápidamente trasladada a urgencias en la Clínica Santa Sofía de Caracas. Con la funda sospecha de envenenamiento por mordedura de serpiente venenosa del género bothrops, muy frecuente en la zona, le fue suministrada la mayor cantidad posible de suero antiofídico polivalente. A la niña le fue suministrado 52 horas después de lo sucedido. En consecuencia se preparaban para la amputación de la pierna, con la esperanza de limitar daños y evitar consecuencias mucho más graves. Mientras tanto en la iglesia de Sabaneta, las hermanas, los niños y personas del lugar, se pusieron a rezar delante de la estatua del Beato Hermano Salomón, muy conocido y venerado en la localidad. Inesperadamente la evolución cambió hacia mejor, los valores médicos retornaron a la normalidad y no fue necesaria la amputación, hasta tal punto que la niña el día 11 de septiembre fue dada de alta del hospital completamente sana. Los controles clínicos sucesivos han demostrado condiciones físicas normales y ausencia de consecuencias con completa integridad anatómico-funcional de la extremidad inferior.